# Variations sur « I Got Rhythm »

Les Variations pour piano et orchestre sur « I Got Rhythm » sont une œuvre de George Gershwin composée en 1934. Il s'agit de l'avant-dernière grande œuvre du compositeur, avant Porgy and Bess.

## Composition
Pour cette œuvre, Gershwin s'inspira d'une chanson très populaire qu'il avait écrite pour la comédie musicale Girl Crazy (1930).
Au moment de la composition, Gershwin étudiait avec Joseph Schillinger qui avait mis au point une méthode de composition fondée sur des principes scientifiques. L'influence de ces théories est évidente, autant dans la structure que dans l'orchestration de l'œuvre.

## Analyse
La pièce, d'une durée d'environ 9 minutes, contient 5 variations suivies d'un finale. Le thème de « I Got Rhythm » est introduit progressivement, par la clarinette, par le piano (indiqué jazz-rag-piano) puis par l'orchestre. La seconde variation est exposée par le saxophone puis élaborée par le piano. La troisième est une valse lente dont la mélodie est jouée par l'orchestre. Ici, le piano soutient grâce à des accords tirant vers le grandiose. La quatrième variation est d'inspiration chinoise, avec des effets particuliers au xylophone et aux cymbales. La dernière variation débute par un solo de clarinette suivi d'un solo de piano. L'orchestre conclut l'œuvre avec vivacité en reprenant le thème au complet.